# 누이쭈아 국립공원
누이쭈아 국립공원(Núi Chúa National Park, 베트남어: Vườn quốc gia Núi Chúa)은 베트남 남부 중부해안 카인호아성과의 국경에 있는 닌투언성의 국립공원이다.

## 지리
국립공원은 베트남 총리가 서명한 2003년 7월 9일자로 조성되었다. 이 결정으로 누이쭈아 자연 보호구역은 누이쭈아 국립공원으로 바뀌었다.
누이쭈아 국립공원은 넓고 산악이 많은 산책로에 위치해 있으며, 깜라인만과 판랑만 사이에 동해에 돌출되어 있다. 누이쭈아 정상의 상승폭은 해수면부터 1039m까지 다양하다.
누이쭈아 국립공원은 동해와 동쪽, 서쪽은 1번 고속도로로, 북쪽은 이웃한 카인호아성과 경계를 이루고 있다. 아만 리조트가 소유한 5성급 프랜차이즈 호텔인 아마노이도 공원 동쪽 경계에서 발견된다. 공원의 총 면적은 243.53 ㎢이며, 다음과 같이 구성된다.
- 엄격한 산림 보호 구역 : 160.87 ㎢
- 산림복구면적 : 82.61 ㎢
- 관리 및 서비스 면적 : 50,000 m²
- 완충지대 : 11.2 ㎢

누이쭈아 국립공원도 보호수역인 73.52 ㎢에 인접해 있다.
북쪽 끝은 깜라인만 행정 구역의 남쪽 부분이며, 깜라인 마을, 카인호아성, 동쪽과 남쪽은 닌하이현의 빈하이사와 년하이사가 있고 동해를 접한다. 서쪽은 국도 제1A에 의해 한정되어 있다.
닌투언성은 베트남에서 가장 건조하고 더운 지방으로, 이 지역은 베트남 중남부 지역에서 가장 낮은 강수량을 보이며, 연평균 650mm의 강수량을 기록하고 있다. 건기는 11월이나 12월부터 7월이나 8월까지 8개월 동안 계속된다.

## 생물 다양성

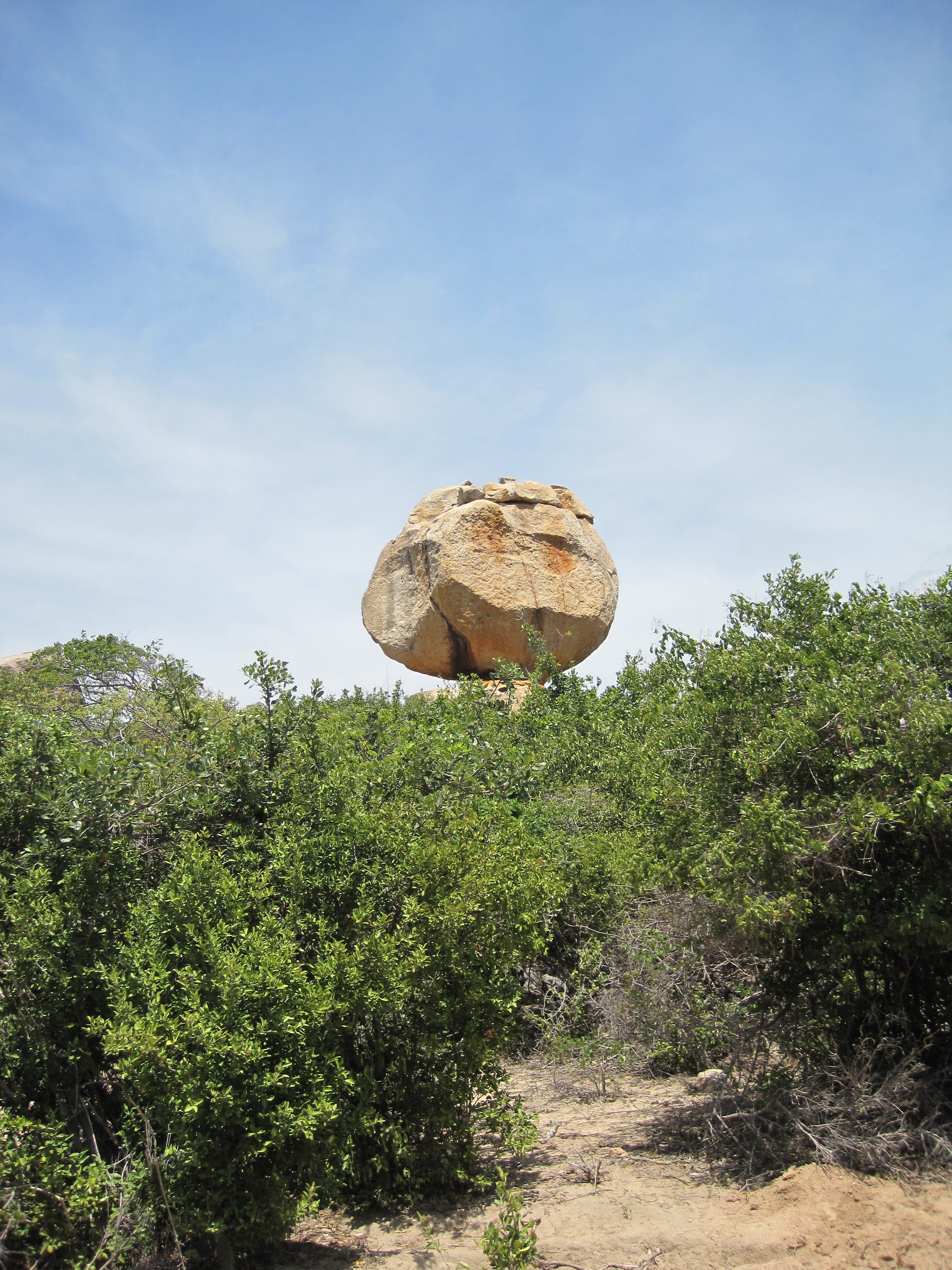
누이쭈아 국립공원의 바위 형성

누이쭈아 국립공원은 매우 특별하고 독특한 지역으로 베트남의 자연 보전 우선순위 지역 중 하나이다. 이곳은 동남아시아에 남아 있는 몇 안 되는 해안과 해양 서식지 중 하나로, 인상적이고 대체로 온전한 생물다양성을 보호한다. 독특한 반건조 초목과 바다거북 둥지를 틀고 있는 해변을 포함하고 있으며, 산호초가 있는 해양 공원과 인접한 산책로에 위치해 있다.
누이쭈아 국립공원은 베트남 남부지역의 세계 야생 생물 기금(World Wildlife Fund)이 파악한 4대 글로벌 생태계 중 하나인 그레이트 안남 생태지역의 남동쪽에 위치해 있다. 베트남 남부 저지대 건림과 남부 안남 몬타네 열대우림의 지반 생태계로 이루어져 있다. 이 건조한 해안 숲 생태계에는 3대 특수 용도 숲의 영역을 확장할 기회가 거의 없기 때문에 기존 자원에 대한 엄격한 보호가 필수적이다. 베트남 남부의 반건조 연안 지역은 베트남에서 가장 건조하다. 그래서 식물은 또한 기후 변화로 인해 건조해지거나 해수면 상승에 영향을 받는 다른 지역을 복구하기 위한 생식세포질의 원천으로서 높은 가치를 가지고 있다.
원래의 초목은 상록수림, 반상록수림, 활엽수림의 혼합이었다. 그러나 1990년대 초에는 과잉 개발로 인해 숲 대부분이 파괴되었다. 현재 비교적 방해를 받지 않은 1차 숲은 800미터 이상의 고도에서 공원 북쪽에 분포하는 낮은 몬탄 상록수림뿐이다. 낮은 고도에는 퇴화된 숲과 이차적인 숲의 광범위한 지역이 있다. 공원의 남쪽 지역은 150m에서 800m 사이의 고도에서 가시나무가 지배하는 관목을 지지한다. 이 서식지 유형은 덥고 건조한 지역에서만 발견되며 베트남의 보호지역 네트워크를 대표할만한 유형은 아니다.
누이쭈아 국립공원에서 72종의 포유류와 181종의 조류가 기록되어 있다. 이 공원은 또한 세계 보존종으로 지정된 많은 포유류와 조류를 포함하고 있다. 이러한 것들에는 검은정강이두크, 피그미 늘보 로리스, 아시아 흑곰, 말레이곰, 자이언트 문착, 시암꿩 등이 있다. 베트남에서 가장 많이 알려진 검은 정강이 두크가 있는 것으로 보고되고 있다.
이 공원에는 베트남의 IUCN 적색 목록에 등재된 작은 짧은코 과일 박쥐를 포함해 12종의 박쥐가 있다. 다른 박쥐들은: 큰 짧은코 과일 박쥐, 라타나와라반 과일 박쥐, 데스마레 과일 박쥐, 히말라야 잎코 박쥐, 호스필드 둥근잎 박쥐, 이색 둥근잎 박쥐, 중간 관박쥐, 꼬마 관박쥐, 관박쥐류, 둥근귀 관코 박쥐 등이다.